# GNRHR
GNRHR, Gonadotropin-oslobađajući hormonski receptor je protein koji je kod ljudi kodiran GNRHR genom.
Ovaj gen kodira tip 1 receptora gonadotropin oslobađajućeg hormona. Ovaj receptor je član familije sedam transmembranskih, G protein spregnutih receptora (GPCR). On je izražen na površini hipofiznih gonadotropnih ćelija kao i limfocita, dojki, jajnika, i prostate. Nakon vezivanja gonadotropin-oslobađajućeg hormona, receptor vezuje G-proteine koji aktiviraju sistem fosfatidilinozitol-kalcijumskih sekundarnih glasnika. Aktivacija receptora uzrokuje oslobađanje gonadotropnog luteinizirajućeg hormona (LH) i folikulostimulišućeg hormona (FSH). Defekti ovog gena uzrokuju hipogonadotropni hipogonadizam (HH). Alternativno splajsovanje rezultuje u višestrukim transkriptnim varijantama koje kodiraju različite izoforme. Više od 18 mesta inicijacije transkripcije u 5' regioni i više polyA signala u 3' regionu je identifikovano za ovaj gen.

## Literatura
1. ↑  Chi L, Zhou W, Prikhozhan A, Flanagan C, Davidson JS, Golembo M, Illing N, Millar RP, Sealfon SC (1993). „Cloning and characterization of the human GnRH receptor”. Mol Cell Endocrinol. 91 (1-2): R1—6. PMID 8386108. doi:10.1016/0303-7207(93)90278-R.
2. 1 2  „Entrez Gene: GNRHR gonadotropin-releasing hormone receptor”.

## Dodatna literatura
- Michel U, Farnworth P, Findlay JK (1993). „Follistatins: more than follicle-stimulating hormone suppressing proteins.”. Mol. Cell. Endocrinol. 91 (1-2): 1—11. PMID 8472841. doi:10.1016/0303-7207(93)90248-I.
- Flanagan CA, Millar RP, Illing N (1998). „Advances in understanding gonadotrophin-releasing hormone receptor structure and ligand interactions.”. Rev. Reprod. 2 (2): 113—20. PMID 9414473. doi:10.1530/ror.0.0020113.
- Limonta P, Moretti RM, Marelli MM, Motta M (2004). „The biology of gonadotropin hormone-releasing hormone: role in the control of tumor growth and progression in humans.”. Frontiers in neuroendocrinology. 24 (4): 279—95. PMID 14726258. doi:10.1016/j.yfrne.2003.10.003.
- Bédécarrats GY, Kaiser UB (2007). „Mutations in the human gonadotropin-releasing hormone receptor: insights into receptor biology and function.”. Semin. Reprod. Med. 25 (5): 368—78. PMID 17710733. doi:10.1055/s-2007-984743.
- Kakar SS; Musgrove LC; Devor DC;  . (1992). „Cloning, sequencing, and expression of human gonadotropin releasing hormone (GnRH) receptor.”. Biochem. Biophys. Res. Commun. 189 (1): 289—95. PMID 1333190. doi:10.1016/0006-291X(92)91556-6.
- Kakar SS, Grizzle WE, Neill JD (1995). „The nucleotide sequences of human GnRH receptors in breast and ovarian tumors are identical with that found in pituitary.”. Mol. Cell. Endocrinol. 106 (1-2): 145—9. PMID 7534732. doi:10.1016/0303-7207(94)90196-1.
- Leung PC; Squire J; Peng C;  . (1995). „Mapping of the gonadotropin-releasing hormone (GnRH) receptor gene to human chromosome 4q21.2 by fluorescence in situ hybridization.”. Mamm. Genome. 6 (4): 309—10. PMID 7613048. doi:10.1007/BF00352431.
- Fan NC, Peng C, Krisinger J, Leung PC (1995). „The human gonadotropin-releasing hormone receptor gene: complete structure including multiple promoters, transcription initiation sites, and polyadenylation signals.”. Mol. Cell. Endocrinol. 107 (2): R1—8. PMID 7768323. doi:10.1016/0303-7207(94)03460-B.
- Fan NC; Jeung EB; Peng C;  . (1994). „The human gonadotropin-releasing hormone (GnRH) receptor gene: cloning, genomic organization and chromosomal assignment.”. Mol. Cell. Endocrinol. 103 (1-2): R1—6. PMID 7958384. doi:10.1016/0303-7207(94)90087-6.
- Grosse R, Schöneberg T, Schultz G, Gudermann T (1997). „Inhibition of gonadotropin-releasing hormone receptor signaling by expression of a splice variant of the human receptor.”. Mol. Endocrinol. 11 (9): 1305—18. PMID 9259321. doi:10.1210/me.11.9.1305.
- Kakar SS (1997). „Molecular structure of the human gonadotropin-releasing hormone receptor gene.”. Eur. J. Endocrinol. 137 (2): 183—92. PMID 9272108. doi:10.1530/eje.0.1370183.
- de Roux N; Young J; Misrahi M;  . (1997). „A family with hypogonadotropic hypogonadism and mutations in the gonadotropin-releasing hormone receptor.”. New England Journal of Medicine. 337 (22): 1597—602. PMID 9371856. doi:10.1056/NEJM199711273372205.
- Layman LC; Cohen DP; Jin M;  . (1998). „Mutations in gonadotropin-releasing hormone receptor gene cause hypogonadotropic hypogonadism.”. Nat. Genet. 18 (1): 14—5. PMID 9425890. doi:10.1038/ng0198-14.
- de Roux N; Young J; Brailly-Tabard S;  . (1999). „The same molecular defects of the gonadotropin-releasing hormone receptor determine a variable degree of hypogonadism in affected kindred.”. J. Clin. Endocrinol. Metab. 84 (2): 567—72. PMID 10022417. doi:10.1210/jc.84.2.567.
- Caron P; Chauvin S; Christin-Maitre S;  . (1999). „Resistance of hypogonadic patients with mutated GnRH receptor genes to pulsatile GnRH administration.”. J. Clin. Endocrinol. Metab. 84 (3): 990—6. PMID 10084584. doi:10.1210/jc.84.3.990.
- Kottler ML; Bergametti F; Carrë MC;  . (1999). „Tissue-specific pattern of variant transcripts of the human gonadotropin-releasing hormone receptor gene.”. Eur. J. Endocrinol. 140 (6): 561—9. PMID 10366411. doi:10.1530/eje.0.1400561.
- Pralong FP; Gomez F; Castillo E;  . (1999). „Complete hypogonadotropic hypogonadism associated with a novel inactivating mutation of the gonadotropin-releasing hormone receptor.”. J. Clin. Endocrinol. Metab. 84 (10): 3811—6. PMID 10523035. doi:10.1210/jc.84.10.3811.

## Spoljašnje veze
- „Gonadotrophin-Releasing Hormone Receptors: GnRH receptor”. IUPHAR Database of Receptors and Ion Channels. International Union of Basic and Clinical Pharmacology. Архивирано из оригинала 03. 03. 2016. г.